# São Martinho de Vila Frescaínha
São Martinho da Vila Frescaínha is een plaats (freguesia) in de Portugese gemeente Barcelos en telt 2 219 inwoners (2001).